# María García Sanchís
María García Sanchís (Ollería, Valencia, 1881-Manacor, Mallorca, 5 de septiembre de 1936) fue una tejedora y miliciana española, que formó parte de Las Cinco de Mallorca. Era también espiritista y anarquista.
Era tejedora de oficio, autodidacta y ávida lectora, de firmes convicciones espirituales, comprometida con el anarquismo y gran oradora. García Sanchís, participó en la campaña de las elecciones municipales catalanas de 1934, en un mitin femenino que tuvo lugar en el  Teatro Principal de Sabadell. Se alistó en las Milicias Femeninas Antifascistas que dirigía su compañera del Partido Socialista Unificado de Cataluña (PSUC) Gavina Viana, en los primeros tiempos del conflicto bélico de 1936.
García Sanchís fue fotografiada por Robert Capa y Gerda Taro en el Campo de la Bota, donde entrenaban las milicianas y apareció también en la revista Life.
El 16 de agosto de 1936, María y sus compañeras milicianas del batallón femenino embarcaron hacia Mallorca desde el puerto de Barcelona en la expedición del ejército republicano comandada por el capitán Alberto Bayo. Tras veinte días de lucha, ella y cuatro de sus compañeras fueron capturadas, torturadas y ejecutadas en Manacor el 5 de septiembre de 1936. Las tropas franquistas eran dirigidas por el fascista italiano Conde Rossi. Han pasado  a la historia con el nombre de Las Cinco de Mallorca.
Mallorca fue uno de los primeros lugares donde las luchadoras antifascistas entraron en combate en la Guerra Civil.

## Reconocimientos

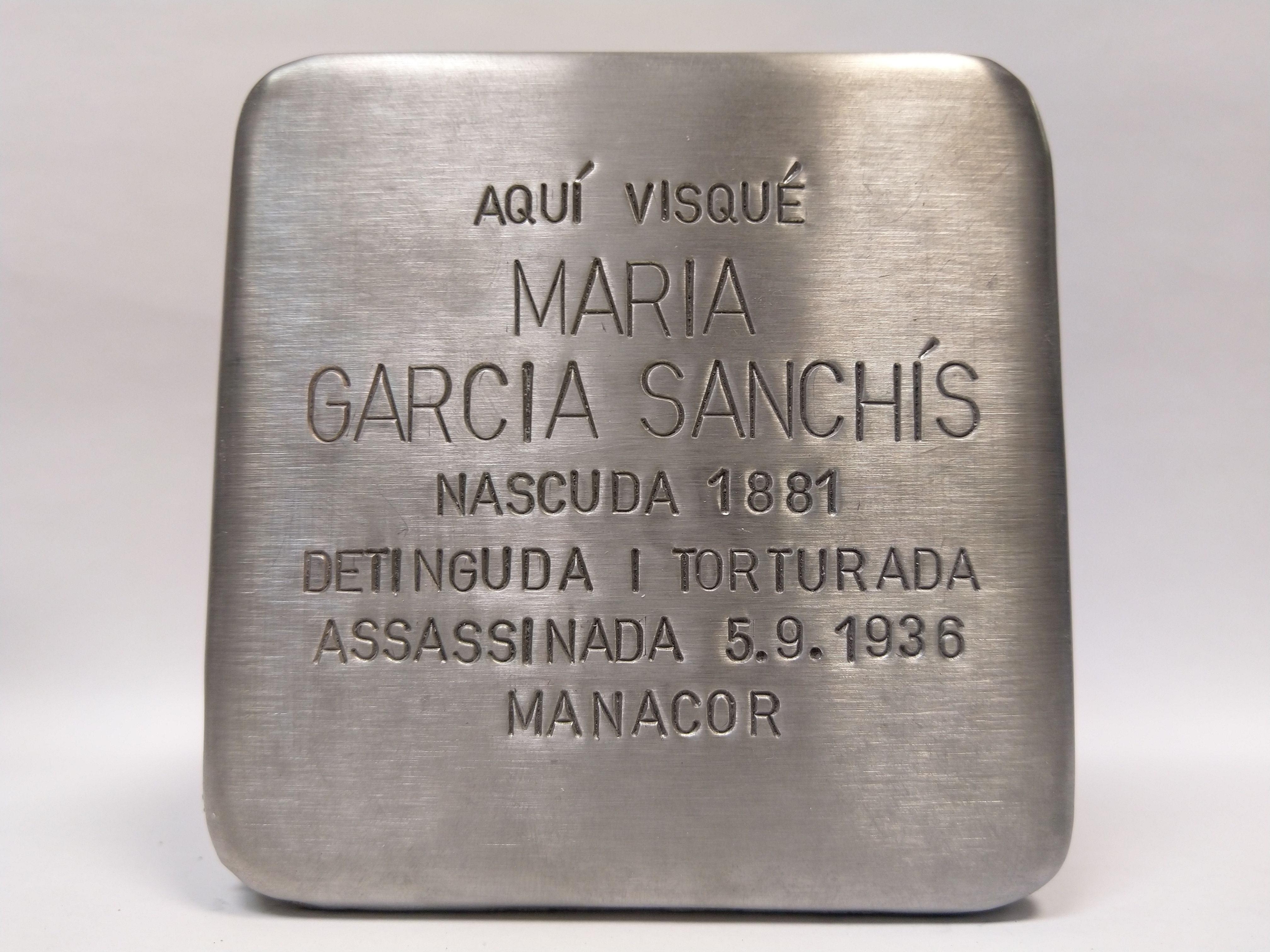
Adoquín en homenaje a Maria Garcia. El retrato de Maria Garcia Sanchís, hecho en Barcelona, años 1920-1930, es de autor desconocido y pertenece al Archivo familiar de Josefa Gil Espejo.

El 27 de marzo de 2022, en Sabadell se colocó una stolpersteine de acero con su nombre en el barrio de Can Rull, en la calle de Gustavo Adolfo Bécquer, a las puertas de la que fue residencia de María y su familia a partir del año 1935, donde  tenía un telar manual y una bobinadora en un patio. Se convirtió así, en la primera mujer con una de estas piedras en Sabadell. El adoquín se expuso días antes en el Museo de Historia de Sabadell, junto con la exposición sobre la maestra Joaquima Torres y Oriol.

## Memoria histórica
El documental Milicianes de Tania Balló, Jaume Miró y Gonzalo Berger,  recupera su nombre y el de las otras combatientes, Teresa Bellera, Daría y Mercedes Buxadé, aunque se desconoce el de la quinta, autora de un diario.  Aparecen en una foto tomada unas horas antes de ser fusiladas.